# هاغوب قصارجيان
هاغوب قصارجيان (مواليد برج حمود، لبنان في عام 1946)، سياسي لبناني من أصل أرمني.
درس الهندسة وتخرّج من الجامعة الأميركية في بيروت، ثم انضم إلى الحزب الليبرالي الديمقراطي الأرمني (حزب الرامغفار) وفي العام 1990 وأصبح رئيسا للحزب في لبنان.
انتخب لأحد مقاعد الأرمن الأرثوذكس في بيروت على لائحة رفيق الحريري في عام 2000. وكانت المرة الأولى التي ينتخب فيها أحد أعضاء حزب الرامغافار لمنصب نائب في البرلمان. وأعيد انتخابه في عام 2005.